# Tommy Newsom
Thomas Penn Newsom (Portsmouth, 25 februari 1929 - aldaar, 28 april 2007) was een Amerikaanse jazzsaxofonist van het NBC Orchestra in The Tonight Show met Johnny Carson.

## Biografie
Newsom behaalde graden aan de Norfolk Division van het College of William & Mary, het Peabody Conservatory of Music en de Columbia University. Hij vervulde zijn militaire dienstplicht bij de United States Air Force, waar hij speelde in een band. Hij toerde later met het Benny Goodman Orchestra en trad op met Vincent Lopez in New York. Newsom voegde zich bij The Tonight Show Band in 1962 en verliet deze toen Carson zijn functie neerlegde in 1992. Daarna trad Newsom met het orkest op bij de The Merv Griffin Show.
Newsom was binnen de muziekbusiness ook bekend als arrangeur. Hij arrangeerde onder andere voor het Cincinnati Pops Orchestra de muzikanten Skitch Henderson, Woody Herman, Kenny Rogers, Charlie Byrd, John Denver en de operaster Beverly Sills.
Newsom won twee Emmy Awards als muziekregisseur, in 1982 met Night of 100 Stars en in 1986 voor de 40e jaarlijkse Tony Awards. Hij nam ook meerdere albums op als orkestleider.

## Overlijden
Tommy Newsom overleed in april 2007 op 78-jarige leeftijd aan de gevolgen van blaas- en leverkanker in zijn huis in Portsmouth. Newsom was 49 jaar getrouwd met zijn vrouw Patricia. Ze kregen een dochter, Candy en een zoon, Mark, die overleed in 2003.

## Discografie
- 1978: Live from Beautiful Downtown Burbank (Direct Disc Labs)
- 1990: Tommy Newsom & His TV Jazz Stars
- 1996: I Remember You, Johnny
- 1999: The Feeling of Jazz met Ken Peplowski (Arbors Records)
- 2000: Tommy Newsom is Afraid of Bees
- 2001: Friendly Fire (Arbors Records)

### Als sideman
Met Buck Clayton and Tommy Gwaltney's Kansas City 9
- 1960: Goin' to Kansas City (Riverside)

Met Rosemary Clooney
- 1996: Dedicated to Nelson (Concord Records)

Met J.J. Johnson
- 1967: The Total J.J. Johnson (RCA Victor)

### Als arrangeur
Met Maurice Hines
- To Nat "King" Cole With Love (Arbors Records)

- Bibliothèque nationale de France: cb13935394z (data)
- Gemeinsame Normdatei: 134792688
- International Standard Name Identifier: 0000 0000 6655 8411
- Library of Congress Control Number: n87106488
- MusicBrainz: 20ba36f6-f2b8-4928-9d62-1a644c08b1ff
- SNAC: w6pz5vd9
- Virtual International Authority File: 93553638
- WorldCat: E39PBJbH46VP4MHWgkktTdgYfq